# Fume cette cigarette
Pistes de Rocking in Nashville
À crédit et en stéréo C'est un piège
Fume cette cigarette est une chanson d'Eddy Mitchell. Présente sur l'album Rocking in Nashville de 1974, elle est l'adaptation française du titre Smoke! Smoke! Smoke! (That Cigarette) (en) (1947), de Tex Williams (en) et Merle Travis. 

## La chanson
« Tout conduit à la cigarette », Eddy Mitchell  dresse ici, avec humour et dérision, un tableau (non exhaustif), des tentations :
« Fume, fume, fume cette cigarette ! Et j'entends les voix me dire, elles reviennent en souvenir, "Pour devenir un homme, fume cette cigarette." »
Le regard envieux qu'enfant on porte aux plus grands ; celui, cette fois concupiscent (d'autant qu'elle est partagée), à la surveillante (qui offre la première) ; les héros de cinéma (que l'on imite en  « franchissant le pas »).
Survient (plus tard), « des choses plus ou moins bien roulées, qui n'ressemblent pas toujours aux cigarettes »...
Le voilà devenu un homme pour toujours addict aux cigarettes.
«  A l'école, quand j'étais petit, les grands se cachaient sous leur lit, pour fumer en cachette une cigarette, [...], Le privilège qu'ils m'accordaient, c'est moi, le petit, qui craquais une allumette pour leur cigarette. / [...] / La surveillante des cours du soir, m'a entraîné dans le parloir, [...], Elle m'a reçu dans son peignoir, m'a demandé si j'voulais boire et tendu un paquet de cigarettes. / [...] / Mais j'ai vraiment fumé plus tard, lorsque j'ai vu Humphrey Bogart pincer entre ses lèvres une cigarette. Identifié à ce héros, je marchais en courbant le dos, [...], je n'ai connu que des déboires, je rentrais en toussant le soir, sans la moindre féminine conquête. / [...] / Je n'ai rien compris et rien vu, mais un homme je suis devenu, accroché pour toujours aux cigarettes. »
(paroles Claude Moine)

## Autour de la chanson
- Déjà en 1968, le chanteur aborde le thème avec la chanson Ma première cigarette. Il y revient furtivement, en 1987 avec la chanson M'man (album Mitchell).

En 2007, à l'occasion de sa tournée Jambalaya Tour, Eddy Mitchell (ré)inscrit Fume cette cigarette à son tour de chant. La présentant au public, il annonce : « En ce qui concerne la chanson (qui va suivre), si elle devait sortir aujourd'hui, elle serait, à mon avis, totalement interdite à la radio et bien sur, à la télévision. Enfin, bref, je vous laisse juge. » 
Mort Shuman et Eddy Mitchell ont interprété en duo Fume cette cigarette, à la télévision le 10 juin 1978 ; une époque où la législation sur le tabac en France n'en était qu'à ses premiers balbutiements et d'avant la Loi Évin, imposant (notamment), d'inscrire la mention « Nuit gravement à la santé » sur chaque paquet de cigarettes.

## Discographie
- 1974 : album Rocking in Nashville

Discographie live :
- 1975 : Rocking in Olympia 1975
- 2007 : Jambalaya Tour